# Amolita fessa
Amolita fessa är en fjärilsart som beskrevs av Augustus Radcliffe Grote 1874. Amolita fessa ingår i släktet Amolita och familjen nattflyn. Inga underarter finns listade i Catalogue of Life.